# Steven Adams (piłkarz)
Steven Adams (ur. 28 września 1984 w Kumasi) – ghański piłkarz występujący na pozycji bramkarza w zambijskim klubie Nkana FC oraz w reprezentacji Ghany. Znalazł się w kadrze na Mistrzostwa Świata 2014.